# Arai Ryohei
Ryohei Arai (新井 涼平 (Tân-Tĩnh Lương-Bình) Arai Ryōhei, sinh ngày 3 tháng 11 năm 1990 ở Ōi, Saitama) là một cầu thủ bóng đá người Nhật Bản hiện tại thi đấu cho Ventforet Kofu.

## Thống kê sự nghiệp câu lạc bộ
Cập nhật đến ngày 23 tháng 2 năm 2018.
| Thành tích câu lạc bộ | Thành tích câu lạc bộ | Thành tích câu lạc bộ | Giải vô địch | Giải vô địch | Cúp                   | Cúp                   | Cúp Liên đoàn | Cúp Liên đoàn | Tổng cộng | Tổng cộng |
| Mùa giải              | Câu lạc bộ            | Giải vô địch          | Số trận      | Bàn thắng    | Số trận               | Bàn thắng             | Số trận       | Bàn thắng     | Số trận   | Bàn thắng |
| Nhật Bản              | Nhật Bản              | Nhật Bản              | Giải vô địch | Giải vô địch | Cúp Hoàng đế Nhật Bản | Cúp Hoàng đế Nhật Bản | Cúp Liên đoàn | Cúp Liên đoàn | Tổng cộng | Tổng cộng |
| --------------------- | --------------------- | --------------------- | ------------ | ------------ | --------------------- | --------------------- | ------------- | ------------- | --------- | --------- |
| 2009                  | Omiya Ardija          | J1 League             | 5            | 0            | 0                     | 0                     | 4             | 0             | 9         | 0         |
| 2010                  | Omiya Ardija          | J1 League             | 0            | 0            | -                     | -                     | 0             | 0             | 0         | 0         |
| 2010                  | FC Gifu               | J2 League             | 12           | 0            | 1                     | 0                     | -             | -             | 13        | 0         |
| 2011                  | FC Gifu               | J2 League             | 19           | 0            | 0                     | 0                     | -             | -             | 19        | 0         |
| 2012                  | Giravanz Kitakyushu   | J2 League             | 34           | 1            | 1                     | 0                     | -             | -             | 35        | 1         |
| 2013                  | Ventforet Kofu        | J1 League             | 3            | 0            | 1                     | 0                     | 2             | 0             | 6         | 0         |
| 2014                  | Ventforet Kofu        | J1 League             | 32           | 1            | 2                     | 0                     | 4             | 0             | 38        | 1         |
| 2015                  | Ventforet Kofu        | J1 League             | 25           | 0            | 3                     | 0                     | 3             | 0             | 31        | 0         |
| 2016                  | Ventforet Kofu        | J1 League             | 20           | 0            | 0                     | 0                     | 4             | 0             | 24        | 0         |
| 2017                  | Ventforet Kofu        | J1 League             | 30           | 0            | 0                     | 0                     | 1             | 0             | 31        | 0         |
| Tổng cộng sự nghiệp   | Tổng cộng sự nghiệp   | Tổng cộng sự nghiệp   | 180          | 2            | 8                     | 0                     | 18            | 0             | 206       | 2         |